# Spiroplasmataceae
Spiroplasmataceae è una famiglia di batteri appartenente all'ordine Entomoplasmatales.